# اطلس کاتالان

اطلس کاتالان

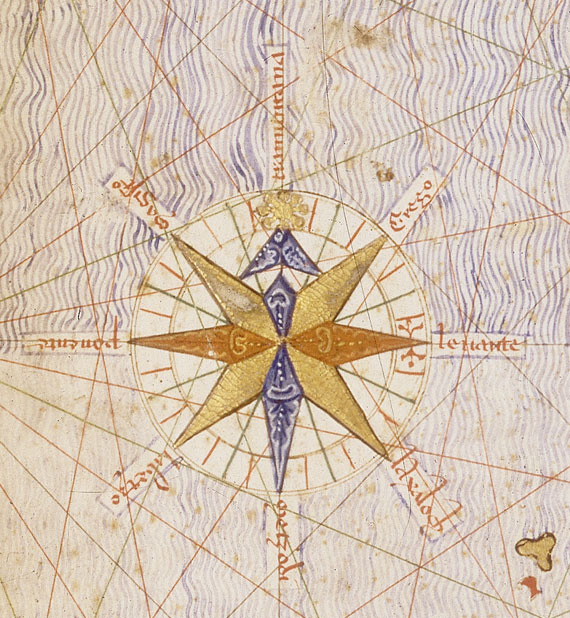
قطب‌نمای نقشه که به شکل گل رز ترسیم شده.

اطلس کاتالان (۱۳۷۵ میلادی) مهم‌ترین نقشه کاتالانی از دورهٔ سده‌های میانی می‌باشد. این نقشه توسط مدرسهٔ وابسته به مؤسسهٔ نقشه‌کشی ماژورکان کشیده شده و به سرجیو آبراهام نسبت داده‌شده. این نقشه از زمان شارل پنجم فرانسه در کتابخانهٔ سلطنتی فرانسه (در حال حاضر کتابخانه ملی فرانسه) نگهداری می‌شود.
ظاهر نقشه در ۶ برگ از جنس پوست گوساله و به صورت تاشو است که در رنگ‌های مختلفی از جمله طلا و نقره کار شده. دو برگ نخست نقشه حاوی متونی به زبان کاتالانی است که گیتی‌شناسی، ستاره‌شناسی و طالع‌بینی را مشمول می‌گردد. متن و تصویر تأکید بر کروی شکل بودن زمین و وضعیت جهان شناخته‌شده دارند. همچنین این نقشه اطلاعاتی به ملوانان در مورد جزر و مد و… می‌دهد.